# Підліси
Підлі́си — село в Україні, у Велицькій сільській територіальній громаді Ковельського району Волинської області. Населення становить 240 осіб. Є школа, в якій навчається понад 90 учнів. Школа села Підліси є філією Опорного освітнього закладу «Велицька загальноосвітня школа І-ІІІ ст. Велицької сільської ради Ковельського району Волинської області». Зав. філією Бобко С. М. Також на території села є церква, її настоятель отець Петро.

## Історія

### Річ Посполита
Перша згадка про село Підліси (Полдлєси) Ковельського району Волинської області датується 18 квітня 1564 року. В скарзі «кухаря господарського» Васка Степановича говориться: «Селяни з сіл Подлєси і Корсині Сянько Турецькович та Дем'ян Фецевич, зібравши „копу“, несправедливо звинуватили його батька у крадіжці бджіл, і, не дочекавшись рішення суду, піддали обвинуваченого» жорстокому катуванню вогнем, під час якого він і помер". В цей час село належало князям Святополк-Четвертинським.
13 квітня 1568 року був заключний добровільний договір за яким княгиня Євдокія Четвертинська поступається своєму племіннику князю Якиму Четвертинському своєю власністю, що заповідав їй чоловік. А саме -селами: Четвертая, Годомичі, Боровичі, Копилин, Галузі, Арсеновичі і Підліси. А навзамін вона отримала від свого племінника села: Антоновцев, Стожка, Волиці, Словиці, Корховки і Угорське.
Від князя Святополка-Четвертинського село Підліси, разом з іншими селами та хуторами, перейшло до володінь князів Солтиновічей-Сокольських. У 1570 році князь Солтан Міхайловіч Сокольський відписав своїй дружині Олені Коптєвой свої помістя: Сітовичі, Копили, Суськ, Корсині і Підліси.
Пізніпше, княгиня Олена і її сім'я, віддали під заставу села Підліси, Сітовичі і Корсині Ільяму і Степану Борзобатовічам- Красєнским.
У 1571 році 21 липня Красєнскі заявили Луцькому суду, що княгиня Олена і її син Марк не заплатили їм у відведені строки боргу, а тому, відповідно до умов застави, зобов'язані або заплатити негайно подвійний борг, або ж відмовитись від своїх сіл: Сітовичі, Підліси і Корсині. Возний доповів, що князі Сокольські передали Борзобагатовічам-Красєнским зазначені села. За винятком села Корсині, що було заставлено раніше дворянину Богухвалу-Іваницькому.
12 квітня 1572 року возний доклав суду, що він передав княгині Олені і її сину Марку Сокольським лист від Борзобагатовічів-Красєнских з нагадуванням, що вони поступилися селами Корсині і Підліси.
У 1574 році з'являється нова володарка села Підліси—дворянка Богдана Лагодовськая, яка 25 жовтня 1574 року видала дарчу своєму чоловікові Захарію Лагодовському на село Підріжжя та його присілки — Літогоща, Підліси, Копили, Навіз і Струг.

### Російська імперія
В селі Підліси була і є церква святого великомученика Димитрія Солунського. Коли і ким побудована — невідомо, але остання будова датується 1904 роком. За деякими джерелами зазначається, що церква у селі Підліси була побудована у шістнадцятому столітті за кошти православних руських князів Святополк-Четвертинських.
Після третього поділу Польщі село Підліси, як і вся Волинь, відійшло до території Російської імперії. В період Першої світової війни поблизу села проходив так званий «Брусиловський прорив». Залишки від якого (окопи, багнети, патрони) можна ще й досі знайти у лісах поблизу села.

### Польща
У період між Першою та Другою світовими війнами село перебувало під владою Польщі. На той час у селі продовжувала існувати православна церква, польська початкова школа та управа.

### СРСР
Подальша історія села ідентична історії Західної України. Тричі по території села проходила лінія фронту Другої світової війни, яка забрала життя десятків, можливо і сотні жителів.
В роки Німецько-радянської війни в лісах поблизу села діяли загони радянських партизанів Ковпака та Федорова, а також бойові групи воїнів Української Повстанської Армії. Селяни, щоб зберегти своє життя та майно, змушені були підтримувати одних та інших.
Повоєнні роки ознаменувалися різноманітними подіями:
•заснування сільської ради; первинної партійної організації;
•побудова школи;
•створення колгоспу (1947рік);
Після закінчення війни ще близько 9-ти років у навколишніх лісах діяли поодинокі загони воїнів УПА, один з останніх був остаточно знищений бійцями НКВС у 1953 році. В період з 1948 по 1968 роки село Підліси територіально належало різним районам: Голобському, Маневицькому і остаточно — Ковельському. Також неодноразово змінювалась назва місцевого колгоспу: «ім. Шевченка», «Світанок», «Іскра». Працівники та керівники колгоспу були удостоєні різних нагород та відзнак радянської доби.
У 1965 році зусиллями сільської громади та за рахунок коштів місцевого колгоспу була побудована нова школа, яка функціонує і зараз.
Період кінця 70-х та 80-ті роки ознаменувався бурхливою розбудовою села. Були побудовані нові клуб, контора, магазини, тракторна бригада, ферма та багато приватних будинків.
Під час перших демократичних виборів до Верховної Ради УРСР переважна більшість жителів села підтримали молодого кандидата від Народного Руху України А.Мостиського, чим поклали початок демократичним перетворенням у своєму селі.
Під тиском сільської громади у 1988 році була відновлена місцева єпархія та заново відкрито стару православну церкву святого великомученика Димитрія Солунського (настоятель — отець Олексій), яка була збережена протягом декількох десятиліть місцевими жителями від зазіхань радянської влади.

### Україна
Складний період економічного занепаду 90-х відобразився на селі тим, що був практично зруйнований місцевий колгосп «Іскра», який забезпечував роботою та давав кошти для життя більшості жителям села.
В даний час село Підліси перебуває у ситуації, подібній більшості віддаленим поліським селам. На території села функціонує СТзОВ «Вежа», декілька інших дрібних сільськогосподарських товариств, фермерів, більшість жителів займаються індивідуальним сільськогосподарським виробництвом, або шукають кращого життя у містах.

## Населення
Згідно з переписом УРСР 1989 року чисельність наявного населення села становила 268 осіб, з яких 124 чоловіки та 144 жінки.
За переписом населення України 2001 року в селі мешкало 237 осіб.

### Мова
Розподіл населення за рідною мовою за даними перепису 2001 року:
| Мова       | Відсоток |
| ---------- | -------- |
| українська | 99,58 %  |
| російська  | 0,42 %   |